# Ramamurti Shankar

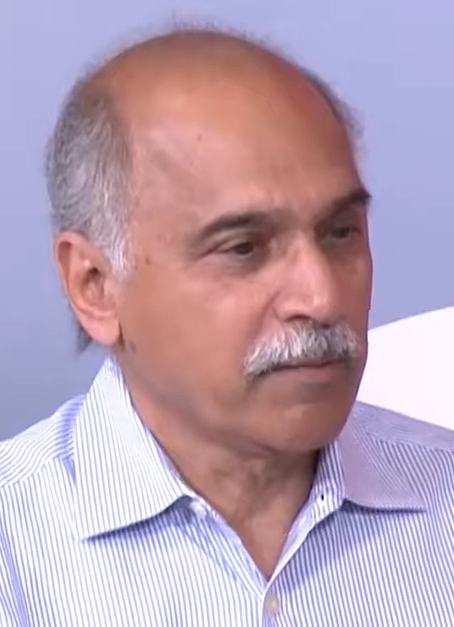
Ramamurti Shankar (2018)

Ramamurti Shankar (* 28. April 1947 in New Delhi) ist ein indisch-US-amerikanischer theoretischer Physiker, der sich mit Quantenfeldtheorie und Festkörperphysik beschäftigt.

## Leben
Shankar studierte Elektrotechnik am Indian Institute of Technology (Bachelorabschluss 1969), wechselte dann aber zur Physik und wurde 1974 an der University of California, Berkeley bei Geoffrey Chew promoviert (in S-Matrix Theorie der Elementarteilchen). Als Post-Doc war er bis 1977 an der Harvard University und ging danach an die Yale University als Gibbs Instructor. Später wurde er dort Professor und von 2001 bis 2007 stand er der Physik-Fakultät vor.
2009 erhielt er den Julius-Edgar-Lilienfeld-Preis für seine innovativen Anwendungen feldtheoretischer Methoden auf Vielteilchensysteme in der Festkörperphysik und seine Lehre der Physik in Lehrbüchern, in der Universitätslehre und durch öffentliche Vorträge. Er ist Fellow der American Physical Society und Trustee des Aspen Center for Physics. 2014 wurde er in die American Academy of Arts and Sciences aufgenommen. 1982 wurde er Forschungsstipendiat der Alfred P. Sloan Foundation (Sloan Research Fellow).
Er ist US-Staatsbürger.

## Werk
Shankar befasste sich anfangs mit Quantenfeldtheorie und bestimmte zum Beispiel die Quark-Gluon-Kopplungskonstante mit Summenregeln und untersuchte Modellfeldtheorien wie das Gross-Neveu-Modell, bei dem er entdeckte, dass es drei jeweils zueinander duale Darstellungen besaß (Selbst-Trialität).
In der statistischen Mechanik und Festkörperphysik untersuchte er Modelle mit zufälligen Störstellen. Teilweise mit Ganpathy Murthy fand er exakte Lösungen ungeordneter Varianten des Ising Modells. Ebenfalls mit Murthy fand er später exakte Lösungen in der Theorie ungeordneter und chaotischer Quantenpunkte (Quantum Dots).
Er entwickelte eine Renormierungsgruppentheorie für Fermiflüssigkeiten, wobei er die Landau-Theorie ableiten konnte und ebenso deren Grenzen anhand von Instabilitäten zeigen konnte. Seine Theorie fand auch Anwendungen auf nicht-Fermiflüssigkeiten etwa bei Hochtemperatursupraleitern.
Mit Murthy entwickelte er eine Feldtheorie des gebrochenzahligen Quanten-Hall-Effekt (FQHE) mit neuen zusammengesetzten Quasiteilchenanregungen (Composite Fermions).
Er entwickelte eine exakte Lösung des Metall-Insulator-Übergangs in einer Dimension und beschäftigte sich mit Antiferromagneten.
Er ist Autor von Principles of Quantum Mechanics, einem Lehrbuch zur Quantenmechanik.

## Schriften
- Principles of Quantum Mechanics Plenum Press, New York 1994, ISBN 978-0-306-44790-7.
- Basic training in mathematics- a fitness training for science students, Plenum 1995
- Effective field theory in condensed matter physics, in T. Y. Yao (Herausgeber): Conceptual Foundations of Quantum Field Theory, Cambridge University Press, 1998
- Bosonization: How to make it work for you in condensed matter physics, in J. Pati, Q. Shafi, Yu Lu (Herausgeber): Current topics in Condensed Matter and Particle Physics, World Scientific 1993
- mit Ganpathy Murthy: Hamiltonian theories of the FQHE, Rev. Mod. Phys., Band 75, 2003, S. 1101
- Renormalization group approach to interacting fermions, Rev. Mod. Phys., Band 66, 1994, S. 129
- The Renormalization group approach- from Fermi liquids to quantumdots, in Heiss (Herausgeber): Quantum dots- a doorway to nanoscale physics, Lecturenotes in Physics Bd. 667, Springer Verlag 2005